# Impatiens florigera
Impatiens florigera är en balsaminväxtart som beskrevs av C. B. Cl. och Joseph Dalton Hooker. Impatiens florigera ingår i släktet balsaminer, och familjen balsaminväxter. Inga underarter finns listade i Catalogue of Life.